# 塔卡拉图
塔卡拉图是巴西伯南布哥州的一个市镇。总面积1264.541平方公里，总人口20552人，人口密度16.3人/平方公里。